# Yanornis
Yanornis ("pták dynastie Yan") je vyhynulý rod primitivního ptáka ze svrchní křídy, o němž paleontologové soudí, že byl blízkým příbuzným společnému předchůdci všech současných ptáků. Druh Yanornis martini byl popsán na základě zkamenělin nalezených v oblasti Čchao-jang na západě čínské provincie Liao-ning. První fosílie byla popsána roku 2001 a do roku 2004 byly známy celkem čtyři exempláře. Stáří vrstev, v nichž byly nalezeny, není zcela jasné, většinou se jejich původ připisuje období spodního aptu před 125 až 120 miliony let.

## Popis
Yanornis dorůstal velikosti většího holuba (délka dosahovala asi 27,5 centimetru a odhadovaná hmotnost činila asi 1,4 až 1,5 kilogramu) a měl dlouhou lebku s asi 10 zuby v horní a 20 zuby v dolní čelisti. Uměl dobře létat i chodit, klíční kost (furcula) byla dobře vyvinutá. Živil se rybami, a s tím spojená adaptace je pozoruhodným příkladem konvergentního vývoje s nepříbuzným prehistorickým ptákem rodu Longipteryx. Furcula a zuby zase připomínají jiného ptáka rodu Aberratiodontus.
Na základě chybějící předčelní kosti a lebky, která je zcela odlišná od diapsidních plazů, byl Yanornis zařazen do podtřídy Ornithurae, která zahrnuje také předky současných ptáků. Podobně i lopatka a krkavčí kost mají již základní tvar, jaký lze nalézt u současných ptáků, což mu umožňovalo zdvihnout křídla vysoko nad záda a velmi zlepšovalo záběr shora dolů. Yanornis byl proto mnohem výkonnějším letcem v porovnání s příslušníky podtřídy Enantiornithes (kteří mají rovněž některé moderní znaky, ovšem v méně vyvinuté formě). Například Confuciusornis mohl tento pohyb vykonávat podobně jako Archaeopteryx jen ve velmi omezené míře. Kvůli silným létacím svalům měl Yanornis hrudní kost delší než širší, což je další ze znaků jeho pohybového aparátu, které ho přibližují moderním ptákům.

## Zařazení
Yanornis vešel ve známost jako součást paleontologického podvodu, když roku 1997 byla horní část jednoho fosilizovaného exempláře tohoto tehdy ještě neznámého primitivního ptáka zkombinována s ocasem Microraptora. Výsledný výtvor pak byl označen za chybějící článek mezi ptáky a dinosaury a byl nazván „Archaeoraptor“. Když byl podvod odhalen, byla ptačí část složeného exempláře znovu popsána, a to pod názvem Archaeovolans repatriatus, ovšem později se zjistilo, že jde jen o mladší synonymum Yanornise.
Studie vztahů mezi ranými ptáky z roku 2006 zjistila, že ptáci Yanornis, Yixianornis a Songlingornis tvoří monofyletickou skupinu. Protože jako první z této skupiny byl popsán Songlingornis, byla nová čeleď pojmenována Songlingornithidae. Následně byl ustanoven řád Yanornithiformes, který měl poukázat na jejich odlišnost od jiných ptáků podtřídy Ornithurae (jako například rod Gansus). Objevují se též názory, že řád by se měl jmenovat spíše Songlingornithiformes, zvláště když podle některých paleontologů je Yanornis jen mladším synonymem pro rod Songlingornis. Jiné analýzy však naznačují, že tyto dva rody se od sebe dostatečně odlišují na to, aby mohly být považovány za samostatné taxony.